# Shamil Abdurajímov
Shamil Abdurajímov (en ruso: Шами́ль Абдурахи́мов; Majachkalá, República Autónoma Socialista Soviética de Daguestán, Unión Soviética, 2 de septiembre de 1981) es un artista marcial mixto ruso, que actualmente lucha en la división de peso pesado para Ultimate Fighting Championship. A partir del 27 de septiembre de 2021, es el número 8 en la clasificación de peso pesado de la UFC. Es conocido en el circuito por la transliteración al inglés de su apellido, Abdurakhimov.

## Antecedentes
Abdurajímov nació el 2 de septiembre de 1981 en el pueblo de Kuyada, distrito de Gunibsky, Daguestán, en una familia de ascendencia avara. Comenzó a entrenar Sanda y lucha libre olímpica en la escuela primaria. Después del ejército se convirtió en campeón nacional de Sanda en Rusia.

## Carrera en las artes marciales mixtas

### Abu Dhabi Fighting Championship
El 14 de mayo de 2010 en la ADFC: Battle of the Champions se enfrentó a Jeff Monson y ganó por decisión mayoritaria.
Abdurajímov se enfrentó a Rameau Sokoudjou el 22 de octubre de 2010 en el ADFC: Round 2. Ganó por TKO (puñetazos) en el tercer asalto.
En la última pelea en la ADFC: Round 3 Abdurajímov se enfrentó a Marcos Oliveira al que ganó por TKO (golpes) en el primer asalto. La victoria también le valió el cinturón de la ADFC y un millón de dirhams ($250 000 dólares).

### Ultimate Fighting Championship
El 15 de enero de 2015 firmó un contrato con el UFC.
En su debut, Abdurajímov se enfrentó a Timothy Johnson el 4 de abril de 2015 en UFC Fight Night: Mendes vs. Lamas. Perdió el combate por TKO en el primer asalto.
Abdurajímov se enfrentó a Anthony Hamilton el 21 de febrero de 2016 en UFC Fight Night: Cerrone vs. Oliveira. Ganó el combate por decisión unánime.
Abdurajímov se enfrentó después a Walt Harris el 1 de octubre de 2016 en UFC Fight Night: Lineker vs. Dodson. Ganó el combate por decisión dividida.
Abdurajímov se enfrentó a Derrick Lewis el 9 de diciembre de 2016 en el evento principal de UFC Fight Night: Lewis vs. Abdurakhimov. Tras ganar los tres primeros asaltos, perdió el combate por TKO en el cuarto.
Abdurajímov se enfrentó a Chase Sherman el 25 de noviembre de 2017 en UFC Fight Night: Bisping vs. Gastelum. Ganó el combate por nocaut en el primer asalto.
Abdurajímov se enfrentó a Andrei Arlovski el 15 de septiembre de 2018 en UFC Fight Night: Hunt vs. Oleinik. Ganó el combate por decisión unánime.
Abdurajímov se enfrentó a Marcin Tybura el 20 de abril de 2019 en UFC Fight Night: Overeem vs. Oleinik. Ganó el combate por TKO en el segundo asalto.
Abdurajímov se enfrentó a Curtis Blaydes el 7 de septiembre de 2019 en UFC 242. Perdió el combate por TKO en el segundo asalto.
Abdurajímov estaba programado para enfrentarse a Ciryl Gane el 18 de abril de 2020 en UFC 249. Sin embargo, el 5 de marzo de 2020 se anunció que Gane se vio obligado a retirarse del evento debido a un golpe de neumotórax durante uno de sus entrenamientos. El combate fue finalmente reprogramado para el 11 de julio de 2020 en el UFC 251. Posteriormente, el emparejamiento fue cancelado por segunda vez y descartado de este evento a mediados de junio, ya que Abdurajímov fue retirado del combate por razones no reveladas. El par fue reprogramado el 26 de septiembre de 2020 en UFC 253. Sin embargo, el combate fue reprogramado de nuevo para UFC Fight Night: Ortega vs. The Korean Zombie el 18 de octubre de 2020. El combate volvió a fracasar ya que Abdurajímov se retiró por razones no reveladas el 28 de septiembre de 2020 y fue sustituido por el recién llegado a la promoción Ante Delija.
Abdurajímov estaba programado para enfrentarse a Augusto Sakai el 1 de mayo de 2021 en UFC on ESPN: Reyes vs. Procházka. Sin embargo, Abdurajímov fue retirado del combate a mediados de abril debido a supuestos problemas de visa que restringían su viaje.
Abdurajímov estaba programado para enfrentarse a Chris Daukaus en UFC on ESPN: Sandhagen vs. Dillashaw, pero el enfrentamiento fue eliminado de esa tarjeta el 19 de julio debido a los protocolos de COVID-19 dentro del campamento de Abdurajímov. La pareja permaneció intacta y fue programada en UFC on ESPN: Hall vs. Strickland el 31 de julio de 2021. Sin embargo, el combate fue pospuesto por razones desconocidas a UFC 266. Perdió el combate por nocaut técnico en el segundo asalto.
Abdurajímov se enfrentó al peleador ruso Serguéi Pavlóvich en UFC Fight Night 204 el 19 de marzo de 2022. Perdió el combate por nocaut técnico en el 1er round.

## Campeonatos y logros

### Artista marcial mixto
- Abu Dhabi Fighting Championship
  - Ganador del Grand-Prix de Abu Dhabi
  - Campeón de Peso Pesado de la ADFC

### Sanda
- Federación Rusa de Sanda
  - Cinco Veces Campeón Nacional de Rusia[1]

## Récord en artes marciales mixtas
| Resultado | Récord | Oponente             | Método                                    | Evento                                            | Fecha                    | Ronda | Tiempo | Localización            | Notas                                    |
| --------- | ------ | -------------------- | ----------------------------------------- | ------------------------------------------------- | ------------------------ | ----- | ------ | ----------------------- | ---------------------------------------- |
| Derrota   | 20-8   | Jailton Almeida      | TKO (golpes)                              | UFC 283                                           | 21 de enero de 2023      | 2     | 2:56   | Río de Janeiro          | actuación de la noche.                   |
| Derrota   | 20-7   | Sergei Pavlovich     | TKO (puñetazos)                           | UFC Fight Night 204                               | 19 de marzo de 2022      | 1     | 4:03   | Londres                 |                                          |
| Derrota   | 20–6   | Chris Daukaus        | TKO (puñetazos y codazos)                 | UFC 266                                           | 25 de septiembre de 2021 | 2     | 1:23   | Las Vegas, Nevada       |                                          |
| Derrota   | 20–5   | Curtis Blaydes       | TKO (codazo y puñetazos)                  | UFC 242                                           | 7 de septiembre de 2019  | 2     | 2:22   | Abu Dabi                |                                          |
| Victoria  | 20–4   | Marcin Tybura        | TKO (puñetazos)                           | UFC Fight Night: Overeem vs. Oleinik              | 20 de abril de 2019      | 2     | 3:15   | San Petersburgo         |                                          |
| Victoria  | 19–4   | Andrei Arlovski      | Decisión (unánime)                        | UFC Fight Night: Hunt vs. Oliynyk                 | 15 de septiembre de 2018 | 3     | 5:00   | Moscú                   |                                          |
| Victoria  | 18–4   | Chase Sherman        | KO (puñetazo)                             | UFC Fight Night: Bisping vs. Gastelum             | 25 de noviembre de 2017  | 1     | 1:24   | Shanghái                |                                          |
| Derrota   | 17–4   | Derrick Lewis        | TKO (puñetazos)                           | UFC Fight Night: Lewis vs. Abdurakhimov           | 9 de diciembre de 2016   | 4     | 3:42   | Albany, Nueva York      |                                          |
| Victoria  | 17-3   | Walt Harris          | Decisión (dividida)                       | UFC Fight Night: Lineker vs. Dodson               | 1 de octubre de 2016     | 3     | 5:00   | Portland, Oregón        |                                          |
| Victoria  | 16–3   | Anthony Hamilton     | Decisión (unánime)                        | UFC Fight Night: Cerrone vs. Oliveira             | 21 de febrero de 2016    | 3     | 5:00   | Pittsburgh, Pensilvania |                                          |
| Derrota   | 15–3   | Timothy Johnson      | TKO (puñetazos)                           | UFC Fight Night: Mendes vs. Lamas                 | 4 de abril de 2015       | 1     | 4:57   | Fairfax, Virginia       |                                          |
| Victoria  | 15–2   | Kenny Garner         | Decisión (unánime)                        | M-1 Challenge 49                                  | 7 de junio de 2014       | 3     | 5:00   | República de Ingusetia  |                                          |
| Victoria  | 14–2   | Neil Grove           | Decisión (unánime)                        | Tech-Krep Fighting Championship: Southern Front 2 | 4 de octubre de 2013     | 3     | 5:00   | Krasnodar               |                                          |
| Victoria  | 13–2   | Jerry Otto           | Sumisión (americana)                      | ProFC 40                                          | 1 de abril de 2012       | 1     | 1:46   | Volgogrado              |                                          |
| Derrota   | 12–2   | Tony Lopez           | Sumisión (estrangulamiento por triángulo) | WUFC: Challenge of Champions                      | 24 de diciembre de 2011  | 3     | 1:54   | Majachkalá              |                                          |
| Victoria  | 12–1   | Marcos Oliveira      | TKO (puñetazos)                           | ADFC: Round 3                                     | 11 de marzo de 2011      | 3     | 2:17   | Abu Dabi                | Ganó el Gran Premio ADFC de Peso Pesado. |
| Victoria  | 11–1   | Rameau Sokoudjou     | TKO (puñetazos)                           | ADFC: Round 2                                     | 22 de octubre de 2010    | 3     | 2:17   | Abu Dabi                |                                          |
| Victoria  | 10–1   | Jeff Monson          | Decisión (mayoritaria)                    | ADFC: Battle of the Champions                     | 14 de mayo de 2010       | 2     | 2:30   | Abu Dabi                |                                          |
| Victoria  | 9–1    | Shamil Abdulmuslimov | TKO (puñetazos)                           | ProFC: Commonwealth Cup                           | 23 de abril de 2010      | 1     | 1:41   | Moscú                   |                                          |
| Victoria  | 8–1    | Mikhail Rutskiv      | Sumisión (barra de brazo)                 | ProFC: Pride & Honour                             | 19 de marzo de 2010      | 1     | 1:39   | Rostov del Don          |                                          |
| Victoria  | 7–1    | Baga Agaev           | Decisión (unánime)                        | ProFC: Union Nation Cup 4                         | 19 de diciembre de 2009  | 2     | 5:00   | Rostov del Don          |                                          |
| Derrota   | 6–1    | Thiago Santos        | Decisión (unánime)                        | Union of Veterans of Sport: Mayor's Cup 2009      | 27 de noviembre de 2009  | 3     | 5:00   | Novosibirsk             |                                          |
| Victoria  | 6–0    | Roman Savochka       | TKO (parada de esquina)                   | ProFC: Union Nation Cup 2                         | 25 de septiembre de 2009 | 2     | 1:47   | Rostov del Don          |                                          |
| Victoria  | 5–0    | Roman Mirzoyan       | Sumisión (barra de brazo)                 | ProFC: Union Nation Cup 1                         | 21 de agosto de 2009     | 1     | 3:30   | Rostov del Don          |                                          |
| Victoria  | 4–0    | Vitalii Yalovenko    | KO (puñetazos)                            | ProFC: King of The Night 2                        | 4 de julio de 2009       | 1     | 1:39   | Rostov del Don          |                                          |
| Victoria  | 3–0    | Ante Maljkovic       | TKO (puñetazos)                           | ProFC: Russia vs. Europe                          | 29 de marzo de 2009      | 1     | 1:17   | Rostov del Don          |                                          |
| Victoria  | 2–0    | Gabriel Garcia       | TKO (puñetazos)                           | FightFORCE: Day of Anger                          | 18 de febrero de 2009    | 1     | 0:57   | San Petersburgo         |                                          |
| Victoria  | 1–0    | Vladimir Kuchenko    | Sumisión (kimura)                         | FightFORCE: Russia vs. The World                  | 19 de abril de 2008      | 1     | N/A    | San Petersburgo         |                                          |